# Figlia di...
Figlia di... è un singolo della cantante italiana Loredana Bertè, pubblicato il 3 marzo 2021 come primo estratto dal diciassettesimo album in studio Manifesto.

## Descrizione
Loredana Bertè ha annunciato il brano sui suoi profili social il 23 febbraio 2021, con il pre-ordine disponibile a partire dalla mezzanotte del giorno successivo. La cantante si è esibita per la prima volta con il brano al Festival di Sanremo 2021, in occasione della sua partecipazione alla prima serata della kermesse per celebrare i suoi 70 anni, durante la quale ha anche cantato Il mare d'inverno, Dedicato, Non sono una signora e Sei bellissima.
In occasione dell'uscita del brano vengono messe in vendite 1000 copie limitate e numerate del singolo in versione vinile (sul lato B è presente il singolo Tequila e San Miguel). Tutte le copie vengono vendute in 48 ore.

## Video musicale
Il video ha visto la partecipazione di alcune amiche della cantante: Emma Marrone, Asia Argento, Chiara Ferragni, Myss Keta, Elodie, Barbara Alberti, Franca Leosini, Vladimir Luxuria e Platinette ed è stato pubblicato il 5 marzo 2021 attraverso il canale YouTube della Warner Music Italy.

## Tracce
Download digitale/streaming
1. Figlia di... – 3:25 (Andrea Pugliese, Loredana Bertè, Luca Chiaravalli)

## Classifiche
| Classifica (2021) | Posizione massima |
| ----------------- | ----------------- |
| Italia            | 62                |